# Người Hebrew
Thuật từ người Hebrew thường được dùng như từ đồng nghĩa với người Israel (cổ đại), đặc biệt trong thời kỳ tiền quân chủ khi họ vẫn là một sắc dân du mục.